# Calystegia affinis
Calystegia affinis är en vindeväxtart som beskrevs av Stephan Ladislaus Endlicher. Calystegia affinis ingår i släktet snårvindor, och familjen vindeväxter. Inga underarter finns listade i Catalogue of Life.